# 立法會 (葡屬澳門)
立法會，是葡屬澳門的立法機關，1976年按照《澳門組織章程》重組而成。立法會屬雙軌立法體制，實行與澳門總督分享立法權力。及至1999年澳門政權移交後，澳門特別行政區立法會取代該會成為澳門的立法機關。

## 歷史
澳門開埠初期，葡萄牙國會和澳督對澳門擁有很大的立法權力。一直到1917年，當局設立一個由官員和公眾人士組成的政務委員會（Conselho do Governo），該委員會除了政務工作，也擁有一些立法權力。1920年，政務委員會被分拆為議例局（Conselho Legislativo）和行政局（Conselho Executivo），輔助澳督施政，架構與香港的立法局和行政局有相似之處，議例局也較原來的政務委員會擁有更大的立法權力。然而，當局於1926年把議例局和行政局合併，並復設政務委員會，此後政務委員會的組成、產生辦法和立法權力在歷年來均有所修訂。
1963年，當局從政務委員會分拆出簡稱立委會的立法委員會（Conselho Legislativo，與議例局同名），地位高於政務委員會，是為後來立法會的前身。根據1972年的《澳門省政治行政章程》，立委會和政務委員會由翌年開始分別改組為立法會（Assembleia Legislativa）和省諮詢會（Junta Consultiva Provincial），但兩個機構未幾因為1974年的葡國軍事政變而被解散，兩者職權由一個臨時諮詢委員會代行。
1976年，葡國政府頒佈《澳門組織章程》，為澳門重組立法會，立法權力相較前立法會、立委會和政務委員會大為擴充。根據《澳門組織章程》，新的立法會不再由澳督擔任主席，議會由17名議員組成，17名議員的產生辦法則有三種方式：5名由澳督在當地社會享有相當聲譽的居民中指名出任；6名由直接普遍投票選出；6名由間接投票選出。由此看來，在澳門，立法會議員由直接選舉、間接選舉和委任產生，並不是後來《澳門基本法》突然新設立的制度安排，而這種方式一直延續到澳門主權移交前也未改變過。
跟香港相比，香港在1984年發表代議政制白皮書後，才開始正式實行代議政制（之前已有市政局及區議會選舉），而香港在1991年香港立法局選舉後，才首次產生直選議席。

## 歷任主席
- 宋玉生（Carlos Assumpção；1976年8月10日—1992年4月20日）【第一屆 至 第四屆】
- 林綺濤（Anabela Xavier Sales Ritchie；1992年4月28日-1999年12月19日） 【第四屆（接替病逝之宋玉生） 至 第六屆】

## 歷任副主席
- 何厚鏵（Edmund Ho Hau-wah；1988年-1999年）

## 參看
- 澳門政治
- 澳門組織章程
- 澳門特別行政區立法會
- 香港立法會